# Camptostemon
Camptostemon är ett släkte av malvaväxter. Camptostemon ingår i familjen malvaväxter.
Kladogram enligt Catalogue of Life:
| Camptostemon | \| \| Camptostemon aruense \| \| \| \| \| \| Camptostemon philippinense \| \| \| \| \| \| Camptostemon schultzii \| \| \| \| |
|              | \| \| Camptostemon aruense \| \| \| \| \| \| Camptostemon philippinense \| \| \| \| \| \| Camptostemon schultzii \| \| \| \| |
|              | Camptostemon aruense |
|              | |
|              | Camptostemon philippinense                                                                                                   |
|              | |
|              | Camptostemon schultzii |
|              | |